# 西域新平鮋
西域新平鮋，為輻鰭魚綱鮋形目鮋亞目新平鮋科的其中一種，為亞熱帶海水魚，分布於東印度洋澳洲中西部海域，為特有種，棲息深度100-185公尺，體長可達18公分，棲息在大陸棚底層水域，生活習性不明，具有毒性。

## 扩展阅读
維基物種上的相關：西域新平鮋